# Becca et sa bande
 (août 2021).
Becca et sa bande (Becca's Bunch) est une série télévisée d'animation britannique en 26 épisodes de 22 minutes, créée par Chris Decker et Conor Finnegan et diffusée entre le 2 juillet 2018 et le 13 décembre 2018 sur Nick Jr. (British and Irish TV channel) (en).
En France, la série a été diffusée à partir du 9 mars 2020 sur Nickelodeon Junior.

## Distribution
- Noa Fe Williams : Becca
- Dylan Martin Frankel : Russel
- Ben Stone Zelman : Pedro
- Susie Power : Sylvia

## Production

### Développement
Créée par le studio irlandais JAM Media, cette série d'animation combine le stop-motion avec des marionnettes en feutrine et animation 2D-3D.

### Fiche technique
- Titre original : Becca's Bunch
- Titre français : Becca et sa bande
- Création : Chris Decker et Conor Finnegan
- Réalisation : Nial Mooney et Rafa Diaz Canales
- Scénario : P. Kevin Strader
- Direction artistique : Ed Lewis
- Montage : Tiago Gil Batista
- Musique : Richard Egan
- Production : Mark Cumberton
- Sociétés de production :
- Sociétés de distribution :
- Pays d'origine :  Royaume-Uni
- Langue originale : anglais
- Format : couleur - HDTV - 16/9 - Dolby Digital 5.1
- Genre : Série d'animation, Aventure
- Nombre de saisons : 1
- Nombre d'épisodes : 26
- Durée : 22 minutes
- Dates de première diffusion :
  - Royaume-Uni : 2 juillet 2018
  - États-Unis : 24 septembre 2018
  - France : 9 mars 2020

## Épisodes
1. À vos lits... prêts... partez ! / Maire pour une journée (Beddy, Set, Go/Mayor for a Day)
2. Le rock des bois / Lettre en liberté (Rockin' the Wood/Mail Mayhem)
3. Double fête / L'arbre qui parle (Party, Party/Tree Talk)
4. La journée des jeunes sauveteurs / Le sommet Pointu (Junior Lifeguard/Tent Trouble)
5. Le roi des glands / Le livre des records (Acorn King/Woodness Book of Wagtail Woods)
6. La ligue des bergeronnettes / La bande des baby-sitters (Wagtastic Four/Rock-A-Bye Bunnies)
7. Le concours de talent / La pierre à vœux (Wow Me Wagtail/Wishing Stone)
8. Un insecte de compagnie / Le tableau trop petit (Cute Lil' Bug/Eye of the Beholder)
9. Gill le Légendaire / À la recherche de Mimo et Meurette (Legendary Gill/Benny & Shelly's Big Day Out)
10. La journée de l'amitié / Leur chanson (Happy Pal'n'Times Day/Their Song)
11. RoboBuck / Le badge de l'entraide (Robobuck/Helper Badge)
12. La fête des mères / Le brouillard (Mom's Day/Fogtail Woods)
13. Le lapin pomme de pin / L'esprit d'équipe (Happy Pinecone Day/Stick With Me)
14. Les objets trouvés / Au travail, Bergeronnets! (Lost and Found/Take a Kid to Work Day)
15. Le gland magique / Pluie de météores (Right as Rain/Stargazing)
16. Jour de pluie / La parade (The Great Indoors/Follow That Float)
17. Même pas peur / La citrouille (Halloween Spooktacular/Pumpkin)
18. Les Jeux Bois-lympiques / Objet marrant non identifié (Woodland Games/Unidentified Fun Object)
19. Noix de coco / La blogueuse (Coconuts/Wagtail Review)
20. Chez Lola / La chouette Bande (What's In Store/Bird Bunch)
21. La Grande décision de Becca / La surprise de Steven ( Becca's Big Decision/Steven's Surprise)
22. L'Ecureuil volant / La super citronnade (Up in the Air/Super Sour Power)
23. La bande des petites bêtes / Gill va en ville (Wagtail Critter/Gill Out of Water)
24. Livraison de glands / Les enquêtes de Sylvia (Runaway Acorns/Sylvia Sleuths)
25. Voler comme Maman / La fête du samedi soir (High Flyer/Saturday Night Cheeper)
26. La grande bataille de boules de neige / Noël au Bois des Bergeronnettes (Snowball Rumble/Merry Woodsmas)